# The Bowery Boys
Les Bowery Boys sont des personnages de fiction de New York, représentés par une compagnie d'acteurs de New York, qui ont fait l'objet de longs métrages produits par Monogram Pictures à partir de 1946, jusqu'en 1958.
Les Bowery Boys sont les successeurs des « East Side Kids (en) », qui avaient été le sujet de films depuis 1940. Le groupe a commencé sous le nom de « Dead End Kids (en) », avec une première apparition en 1937 dans le film Dead End. Quelques-uns des acteurs apparaissent précédemment parmi les « Little Tough Guys (en) ».

## Héritage
En tout, il y a eu 48 films des Bowery Boys, ce qui en fait la plus longue série de longs-métrages américaine dans l'histoire du cinéma (seule la série mexicaine de films El Santo a duré plus longtemps), avec le dernier film final, In the Money, sorti en 1958. Seuls Huntz Hall et David Gorcey sont restés dans la série depuis 1946.

## Liste des Bowery Boys

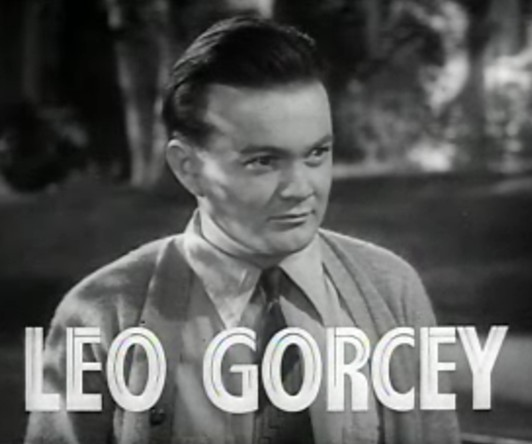
Leo Gorcey
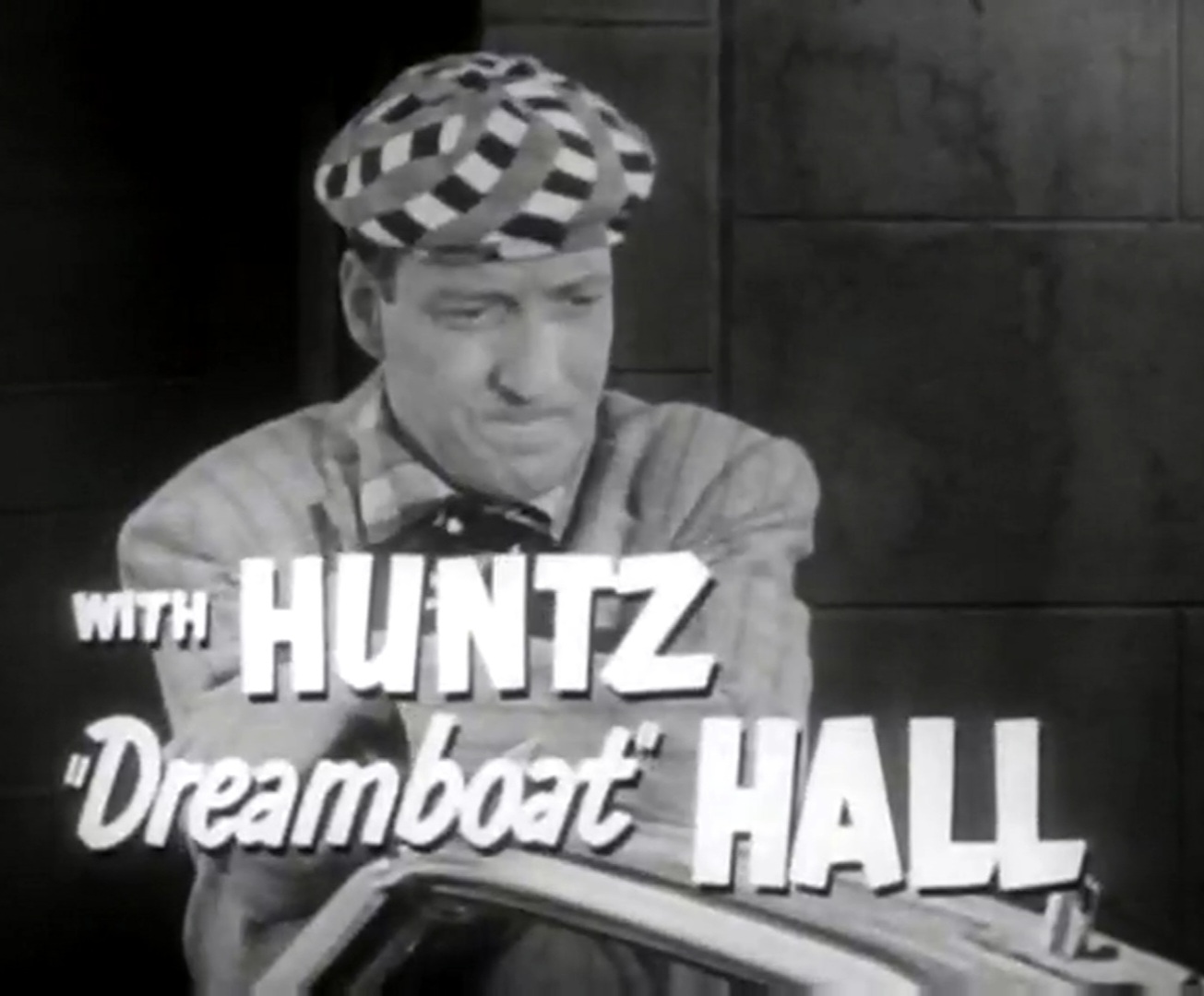
Huntz Hall

- Leo Gorcey : Terrance Aloysius "Slip" Mahoney (1946-1956)
- Huntz Hall : Horace DeBussy "Sach" Jones (1946-1958)
- Bobby Jordan (en) : Bobby (1946-1947)
- William Benedict (en) : Whitmore "Whitey" Williams (1946-1951)
- William Frambes : Homer (1946)
- David Gorcey (en) : Charles "Chuck" Anderson (1946-1958)
- Buddy Gorman (en) : Butch/Bud/Copy Boy/Andrew T. Miller/Messenger/Sandy/Page/Paper Boy (1946-1951)
- Gabriel Dell (en) comme Gabriel Moreno/Ricky Moreno (1946-1950)
- Benny Bartlett (en) : Butch Williams/Harry, "Jag" Harmon (1948-1955)
- Gil Stratton (en) : Junior (1952)
- Jimmy Murphy : Myron (1956-1957)
- Stanley Clements (en) : Stanislaus "Duke" Coveleske (1956-1958)
- Danny Welton : Danny (1956)
- Eddie LeRoy : Blinky (1957-1958)

### Autres acteurs récurrents
- Bernard Gorcey : Louie Dumbrowski/Jack Kane (1946-1955)
- Doris Kemper : Mme Kate Kelly (1956)
- Queenie Smith : Mme Kate Kelly (1956-1957)
- Percy Helton : Mike Clancy (1957)
- Dick Elliott : Mike Clancy (1957-1958)

## Filmographie
| Année | Film                              | Notes |
| ----- | --------------------------------- | --- |
| 1946  | Live Wires                        | Leo Gorcey, Huntz Hall, Bobby Jordan, Billy Benedict, William Frambes                                       |
| 1946  | In Fast Company                   | David Gorcey remplace William Frambes                                                                       |
| 1946  | Bowery Bombshell                  | |
| 1946  | Spook Busters                     | Premier film avec Gabriel Dell                                                                              |
| 1946  | Mr. Hex                           | |
| 1947  | Hard Boiled Mahoney               | |
| 1947  | News Hounds                       | |
| 1947  | Bowery Buckaroos                  | Dernier film avec Bobby Jordan                                                                              |
| 1948  | Angels' Alley                     | |
| 1948  | Jinx Money                        | Bennie Bartlett remplace Bobby Jordan                                                                       |
| 1948  | Smugglers' Cove                   | |
| 1948  | Trouble Makers                    | |
| 1949  | Fighting Fools                    | |
| 1949  | Hold That Baby!                   | |
| 1949  | Angels in Disguise                | |
| 1949  | Master Minds                      | |
| 1950  | Blonde Dynamite                   | Buddy Gorman remplace Bennie Bartlett                                                                       |
| 1950  | Lucky Losers                      | |
| 1950  | Triple Trouble                    | |
| 1950  | Blues Busters                     | Dernier film avec Gabriel Dell, qui n'est pas remplacé                                                      |
| 1951  | Bowery Battalion                  | |
| 1951  | Ghost Chasers                     | |
| 1951  | Let's Go Navy!                    | Dernier film avec Buddy Gorman                                                                              |
| 1951  | Crazy Over Horses                 | Dernier film avec Billy Benedict; David Gorcey becomes David Condon; Bennie Bartlett remplace Buddy Gorman  |
| 1952  | Hold That Line                    | Gil Stratton, Jr. remplace Billy Benedict                                                                   |
| 1952  | Here Come the Marines             | Dernier film avec Gil Stratton, Jr., qui n'est pas remplacé                                                 |
| 1952  | Feudin' Fools                     | La troupe est standardisée : Leo Gorcey, Huntz Hall, David Condon, Bennie Bartlett                          |
| 1952  | No Holds Barred                   | |
| 1953  | Jalopy                            | |
| 1953  | Loose in London                   | |
| 1953  | Clipped Wings                     | |
| 1953  | Private Eyes                      | |
| 1954  | Paris Playboys                    | |
| 1954  | The Bowery Boys Meet the Monsters | |
| 1954  | Jungle Gents                      | |
| 1955  | Bowery to Bagdad                  | |
| 1955  | High Society                      | |
| 1955  | Spy Chasers                       | |
| 1955  | Jail Busters                      | |
| 1956  | Dig That Uranium                  | Dernier film avec Bernard Gorcey et Bennie Bartlett                                                         |
| 1956  | Crashing Las Vegas                | Dernier film avec Leo Gorcey; Jimmy Murphy remplace Bennie Bartlett; Doris Kemper remplace Bernard Gorcey   |
| 1956  | Fighting Trouble                  | Dernier film avec Stanley Clements; Danny Welton remplace Jimmy Murphy; Queenie Smith remplace Doris Kemper |
| 1956  | Hot Shots                         | Jimmy Murphy remplace Danny Welton                                                                          |
| 1957  | Hold That Hypnotist               | Huntz Hall, Stanley Clements, David Condon, Jimmy Murphy                                                    |
| 1957  | Spook Chasers                     | Premier film avec Eddie LeRoy; Percy Helton remplace Queenie Smith                                          |
| 1957  | Looking for Danger                | Dernier film avec Jimmy Murphy; Dick Elliott remplace Percy Helton                                          |
| 1957  | Up in Smoke                       | Huntz Hall, Stanley Clements, David Gorcey, Eddie LeRoy                                                     |
| 1958  | In the Money                      | Dernier film de la série.                                                                                   |